# Gerponville
Gerponville és un municipi francès situat al departament del Sena Marítim i a la regió de Normandia. L'any 2007 tenia 342 habitants.

## Demografia

### Població
El 2007 la població de fet de Gerponville era de 342 persones. Hi havia 117 famílies de les quals 18 eren unipersonals (7 homes vivint sols i 11 dones vivint soles), 48 parelles sense fills, 44 parelles amb fills i 7 famílies monoparentals amb fills.
La població ha evolucionat segons el següent gràfic:
Habitants censats

### Habitatges
El 2007 hi havia 162 habitatges, 134 eren l'habitatge principal de la família, 21 eren segones residències i 6 estaven desocupats. 159 eren cases i 2 eren apartaments. Dels 134 habitatges principals, 106 estaven ocupats pels seus propietaris, 24 estaven llogats i ocupats pels llogaters i 4 estaven cedits a títol gratuït; 4 tenien una cambra, 5 en tenien dues, 15 en tenien tres, 34 en tenien quatre i 77 en tenien cinc o més. 110 habitatges disposaven pel capbaix d'una plaça de pàrquing. A 63 habitatges hi havia un automòbil i a 55 n'hi havia dos o més.

### Piràmide de població
La piràmide de població per edats i sexe el 2009 era:
| Homes | Edats   | Dones |
| ----- | ------- | ----- |
| 0     | 95 o +  | 0     |
| 0     | 90 a 94 | 0     |
| 0     | 85 a 89 | 0     |
| 0     | 80 a 84 | 4     |
| 0     | 75 a 79 | 4     |
| 12    | 70 a 74 | 8     |
| 4     | 65 a 69 | 8     |
| 12    | 60 a 64 | 16    |
| 12    | 55 a 59 | 4     |
| 8     | 50 a 54 | 16    |
| 8     | 45 a 49 | 12    |
| 4     | 40 a 44 | 20    |
| 12    | 35 a 39 | 0     |
| 4     | 30 a 34 | 12    |
| 16    | 25 a 29 | 8     |
| 12    | 20 a 24 | 8     |
| 4     | 15 a 19 | 24    |
| 4     | 10 a 14 | 8     |
| 16    | 5 a 9   | 12    |
| 0     | 0 a 4   | 12    |

## Economia
El 2007 la població en edat de treballar era de 219 persones, 153 eren actives i 66 eren inactives. De les 153 persones actives 139 estaven ocupades (81 homes i 58 dones) i 14 estaven aturades (3 homes i 11 dones). De les 66 persones inactives 30 estaven jubilades, 12 estaven estudiant i 24 estaven classificades com a «altres inactius».

### Ingressos
El 2009 a Gerponville hi havia 143 unitats fiscals que integraven 375,5 persones, la mediana anual d'ingressos fiscals per persona era de 17.164 €.

### Activitats econòmiques
Dels 4 establiments que hi havia el 2007, 1 era d'una empresa alimentària, 1 d'una empresa de construcció, 1 d'una empresa de comerç i reparació d'automòbils i 1 d'una empresa classificada com a «altres activitats de serveis».
L'únic servei als particulars que hi havia el 2009 era una fusteria.
L'únic establiment comercial que hi havia el 2009 era una fleca.
L'any 2000 a Gerponville hi havia 8 explotacions agrícoles.

## Equipaments sanitaris i escolars
El 2009 hi havia una escola elemental integrada dins d'un grup escolar amb les comunes properes formant una escola dispersa.

## Poblacions més properes
El següent diagrama mostra les poblacions més properes.